# My Opera
My Opera曾是Opera網頁瀏覽器使用者的虛擬社群服務，由Opera軟體公司所建立。它提供部落格、相簿、免費電子郵件服務等。
2013年11月，Opera公司決定關閉My Opera，2014年3月正式關閉服務。

## Vivaldi.net
為了在My Opera 服務關閉後為用戶提供一個避難所，谭咏文——Opera創始人、前任首席執行長——召集了約 20 名前 Opera 員工在Vivaldi.net上開發替代品。是專注為使用者提供網路論壇，部落格以及其他眾多實用服務的虛擬社群，供用戶交流、回報錯誤、或客製化翻譯。Vivaldi.net 於 2013 年 12 月 18 日開設。一年後，Vivaldi公司在2015年1月宣佈推出同名瀏覽器Vivaldi。
Vivaldi.net 與Opera软件公司無關；雖然 Vivaldi.net 旨在替代舊的 My Opera 社區，但谭咏文強調它對所有人開放。